# زینل‌زیر
زینل‌زیر (به لاتین: Zeynələzir) یک منطقه مسکونی در جمهوری آذربایجان است که در شهرستان یاردیملی واقع شده است. زینل‌زیر ۴۵۸ نفر جمعیت دارد.